# لایسم
لایسم (به آلمانی: Ließem) یک شهر  در آلمان است که در بیتبورگ-پروم واقع شده‌است.